# Katarzyna Krasowska
Katarzyna Krasowska (née à Opole en Pologne le 28 septembre 1968) est une joueuse de badminton polonaise.

## Palmarès

### Jeux olympiques
- 33e aux Jeux de 2000
- 9e aux Jeux de 1996
- 17e aux Jeux de 1992

### Championnats d'Europe
- 5e place en simple, en 1998
- 5e place en simple, en 1996

### Championnats de Pologne
- 9 titres nationaux en simple
- 4 titres nationaux en double dame